# Jan Bergström (direktör)
Jan Ingemar Verner Bergström, född 1924 i Härnösand, död 2001, var en svensk civilingenjör och professor. 
Bergström studerade teknisk fysik vid Kungliga Tekniska Högskolan och specialiserade sig inom pappersteknik under professor Börje Steenberg. Han var verksam vid SCA i Sundsvall 1958–1976. Från 1976 till 1985 arbetade han som forskningschef på Beloit Corporation i Beloit, Wisconsin, USA.  
Han var verkställande direktör vid Skogsindustrins tekniska forskningsinstitut (STFI) från 1985 till 1989. Han invaldes 1986 som ledamot av Ingenjörsvetenskapsakademien. 
År 1991 erhöll han the Gunnar Nicholson gold medal award av the Technological Association of the Pulp and Paper Industry (TAPPI). 
Svenska Pappers- och CellulosaIngenjörsföreningen (SPCI) delade ut Ekmanmedaljen till Jan Bergström 1993.